# Parlement de Singapour
15e législature
Parliament House (en)
Le Parlement de Singapour (en anglais : Parliament of Singapore ; en chinois : 新加坡国会 ; en malais : Parlimen Singapura ; en tamoul : சிங்கப்பூர் நாடாளுமன்றம்) est l'organe législatif monocaméral de la république de Singapour formant, avec le président, le corps législatif de Singapour. 
Le parlement est constitué de députés élus (Member of Parliaments  ou MPs), de députés sans circonscription (Non-constituency Members of Parliament (en) ou NCMPs) et de députés nommés (Nominated Members of Parliament (en) ou NMPs). Les dernières élections ont eu lieu le 10 juillet 2020.

## Histoire
À la suite de la Seconde Guerre mondiale, Singapour est devenue une colonie de la Couronne. Le Conseil législatif (en) est constitué alors de quatre membres ex-officio, sept membres officiels, entre deux et quatre membres non officiels  et neuf membres élus sous le contrôle du gouverneur qui garde un droit de veto. Le conseil est par la suite réformé plusieurs fois pour être constitué ainsi :
- 1948 : quatre ex-officio, cinq officiels, quatre non officiels, trois représentants nommés par la chambre de commerce de Singapour, la chambre de commerce chinoise et la chambre de commerce indienne (pour représenter les trois ethnies européennes, chinoises et indiennes) et six membres élus au suffrage universel.
- 1951 : quatre ex-officio, cinq officiels, quatre non officiels, 3 représentants des chambres de commerce et neuf membres élus.
- 1955 : Transformation en assemblée législative de 32 membres avec trois ex-officio, quatre non officiels et 25 membres élus. David Marshall devint le premier chef de gouvernement singapourien.
- 1958 : Singapour acquiert le statut de colonie avec auto-gouvernance pleine.
- 1959 : l'assemblée législative passe à 51 sièges dont 43 sont remportés par le Parti d'action populaire (PAP) et Lee Kuan Yew devient le premier Premier ministre de Singapour.
- 1963 : Indépendance de Singapour et rattachement à la fédération de Malaisie. Singapour dispose de 15 sièges sur 127 mais dispose toujours de sa propre assemblée législative (dont le PAP dispose de 37 sièges sur 51).
- 1965 : Singapour quitte la fédération et devient une république indépendante et l'assemblée devient Parlement de Singapour.
- 1968 : Élections législatives (Le PAP dispose de 58 sièges sur 58).
- 1972 : Élections législatives (Le PAP dispose de 65 sièges sur 65).
- 1976 : Élections législatives (Le PAP dispose de 69 sièges sur 69).
- 1980 : Élections législatives (Le PAP dispose de 75 sièges sur 75).
- 1984 : Élections législatives (Le PAP dispose de 77 sièges sur 79 élus).
- 1988 : Élections législatives (Le PAP dispose de 80 sièges sur 81 élus).
- 1991 : Élections législatives (Le PAP dispose de 77 sièges sur 81 élus).
- 1997 : Élections législatives (Le PAP dispose de 81 sièges sur 83 élus).
- 2001 : Élections législatives (Le PAP dispose de 82 sièges sur 84 élus).
- 2006 : Élections législatives (Le PAP dispose de 82 sièges sur 84 élus).
- 2011 : Élections législatives (Le PAP dispose de 81 sièges sur 87 élus).
- 2015 : Élections législatives (Le PAP dispose de 83 sièges sur 89 élus).
- 2020 : Élections legislatives (Le PAP dispose de 83 élus sur 93).

## Rôle
Avec le président de Singapour, le Parlement forme le corps législatif de Singapour. Le parlement a les pleins pouvoirs pour adopter les lois réglementant les droits et devoirs des individus du pays et en dehors. Le parlement vote les lois avec le consentement du président.
Vote de la loi
Chaque proposition de loi doit passer par trois sessions au parlement et recevoir le consentement du président pour devenir une loi. La première session est une simple formalité consistant à présenter la proposition aux membres du parlement. 
La seconde session est l'objet d'un débat sur les principes généraux de la proposition. Le Parlement peut alors rejeter la proposition. Si les termes généraux sont admis, alors la proposition est débattue par les comités appropriés qui revoient chaque clause de la proposition et proposent des modifications le cas échéant. Pour les propositions de loi sans controverse, celle-ci peut être directement adoptée par le parlement.
La troisième session succède aux révisions des comités et aucun principe général de la proposition ne peut être mis en doute. Une simple majorité des députés présents permet de voter la loi. Si la loi nécessite une modification de la constitution, alors les deux tiers de tous les députés doivent voter en faveur de celle-ci pour être adoptée.
Examen des propositions par le conseil présidentiel pour les droits des minorités
Un conseil spécial relevant du porte-parole du parlement dispose de 30 jours après adoption d'une proposition de loir par le parlement pour examiner celles-ci et pointer les mesures discriminatoires envers les communautés raciales ou religieuses.
Si une mesure discriminatoire est relevée, le parlement doit apporter les modifications nécessaires, ou, le cas échéant, obtenir une majorité des deux tiers pour passer directement au consentement du président.
Consentement du président
Afin qu'une proposition devienne officiellement une loi, chaque proposition doit être approuvée par le président. Celui-ci exerce une fonction constitutionnelle et, sauf exceptions, n'agit pas à titre individuel. Par conséquent, il ne peut s'opposer au consentement d'une loi qui a été proposée de façon valide par le parlement. La loi est alors promulguée par le président.
Contrôle budgétaire
Toutes les sources de revenu de Singapour sont intégrées dans un « fonds consolidé » et un « fonds de développement ». Le gouvernement de Singapour ne peut utiliser l'argent de ces fonds que par autorisation par une loi budgétaire. Le parlement exerce donc un contrôle financier puisque la loi budgétaire est l'objet d'un débat chaque année.
Responsabilité ministérielle
Une raison cruciale de la séparation effective des pouvoirs exécutifs, législatifs et judiciaires, est le contrôle d'une branche par les deux autres. En plus de la validation des dépenses exercées par le gouvernement, le parlement peut questionner celui-ci par l'intermédiaire de ses députés sur les politiques menées. Le contrôle est cependant faible lorsque la très grande majorité des députés appartient au même parti au pouvoir et doivent suivent la ligne directrice de leur parti.
À la suite des questions du parlement (jusqu'à cinq par session et par député), le gouvernement dispose de sept jours pour formuler une réponse, sauf pour les questions considérées comme urgentes.

## Composition

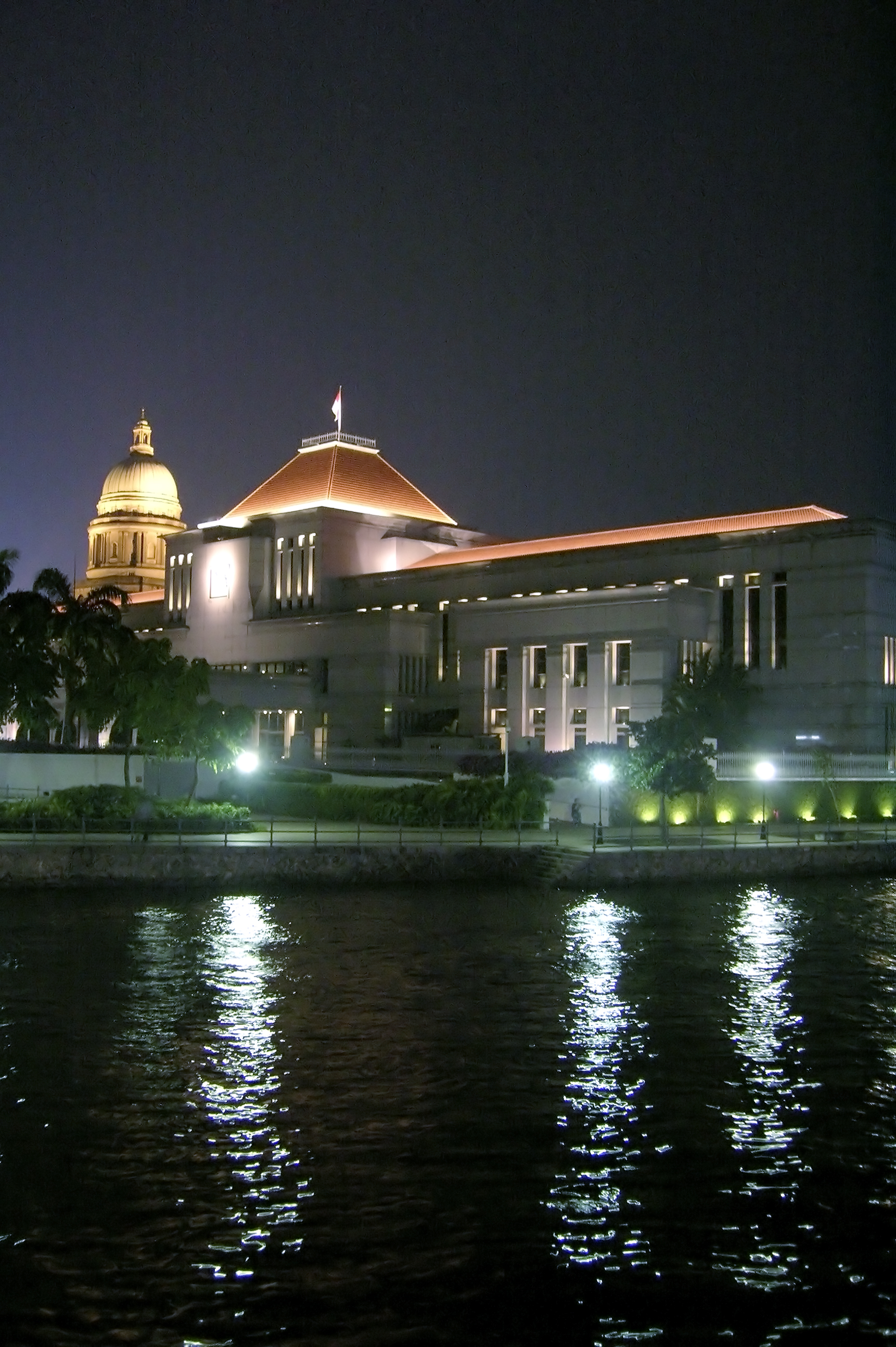
Le Parliament House à Singapour (2006)

Le parlement est composé en 2020 d'au moins 93 sièges pourvus pour cinq ans, dont 14 au scrutin uninominal majoritaire à un tour dans autant de circonscriptions à siège unique (Single Member Constituency ou SMC), et 79 au scrutin majoritaire plurinominal dans 17 circonscriptions de 4 à 5 sièges. Ces dernières, appelées circonscriptions à représentation groupée (Group Representation Constituency ou GRC), doivent obligatoirement comporter au moins un candidat des minorités malaise ou indienne, ou d'une autre minorité nationale. Les candidats d'une même GRC doivent tous être du même parti politique, ou être tous indépendants.  Six GRC comportent quatre sièges chacune, et les onze autres cinq. 
Le nombre, le type et les délimitations de ces différentes circonscriptions est ajusté avant chaque élection et varie ainsi d'un scrutin à l'autre. Des GRC de six sièges chacune ont ainsi existé par le passé.
Le droit de vote s'acquiert à vingt et un ans. Les électeurs votent pour un seul candidat dans les SMC, ou une liste de candidats dans les GRC. Dans les deux cas, le ou les candidats ayant recueilli le plus de suffrages dans leurs circonscriptions sont déclarés élus.
Aux députés directement élus s'ajoutent jusqu'à douze députés additionnels nommés par un comité de sélection, appelés « Membres du parlement non issus d'une circonscription » (Non-constituency Member of Parliament, NCMP). Ils sont choisis à partir des candidats de l'opposition dits « meilleurs perdants » car ayant obtenu les meilleurs résultats parmi les candidats n'ayant pas réussi à se faire élire. Ces nominations se font dans l'objectif de corriger une trop grande domination du parti au pouvoir. Leur nombre est ainsi directement lié à celui des députés directement élus de l'opposition. Si ces derniers sont plus de douze, aucun NCMP n'est choisi. S'ils sont moins de douze, il est procédé à la nomination d'autant de NCMP que nécessaire pour que le total des élus et des NCMP atteigne douze. Bien que désignés membres du parlement malgré leur échec aux élections, les candidats en question doivent tout de même avoir chacun recueilli un minimum de 15 % des voix dans la circonscription où ils concouraient. Il ne peut également y avoir deux NCMP provenant d'une même GRC, ni au total plus d'un NCMP provenant d'une SMC. Les sièges sont proposés aux candidats en question, qui sont libres de les refuser.
Enfin, à ce total s'ajoutent un nombre variable de députés nommés par le président de Singapour sur proposition d'un comité parlementaire dédié, pour un maximum de neuf députés. Obligatoirement indépendants, ces députés sont nommés pour la moitié du mandat du parlement, soit deux ans et demi, et visent à apporter davantage de représentativité au parlement. Leurs nomination est ainsi effectuée en dehors des lignes politiques, dans les secteurs des arts et des lettres, de la culture, des sciences, des affaires, de l'industrie et des professions sociales. S'ils peuvent participer aux débats et aux votes du parlement, les députés nommés ne peuvent en revanche voter lors des motions de censure, des votes relatifs au budget ou sur les amendements de la Constitution.

### Historique

Circonscriptions électorales en 2020.

#### Circonscriptions groupées
Les circonscriptions groupées (GRC) ont été créées en 1991 pour garantir la représentation des communautés malaise, indienne et autres minorités ethniques au parlement. Dans les GRCs, tous les candidats doivent appartenir au même parti politique ou former un groupe de représentants indépendants avec au moins un représentant d'une minorité ethnique (malaise, indienne ou autre). Le président, sur proposition du gouvernement, décide du nombre de candidats pouvant être élus pour chaque GRC (avec un minimum de 3 ou maximum de 6 députés par GRC) ainsi que de l'ethnicité du représentant des minorités ethniques pour chaque GRC. Chaque GRC a entre quatre et six députés.

#### Députés sans circonscription
Les députés sans circonscription (NCMPs) ont été introduits en 1984 dans la constitution pour permettre une représentation à minima au parlement des partis ne faisant pas partie du gouvernement. Leur nombre a été progressivement augmenté : initialement de trois, il passe à neuf en 2010, puis douze en 2016.

#### Députés nommés
La constitution a été modifiée en 1990 pour fournir jusqu'à neuf députés nommés (NMPs) afin de créer une divergence de points de vue de la part de Singapouriens présentant un domaine d'expertise mais n'ayant pas les moyens de se présenter aux élections. Le nombre de neuf NMPs est devenu définitif en 2010.
Un comité de sélection du parlement présidé par le président du parlement est établi et invite le public à proposer le nom de personnes susceptibles de remplir cette fonction. Les candidats doivent avoir rendu service à la nation et/ou avoir été distingués dans un ou plusieurs domaines des arts, des sciences, des affaires, de l'industrie, du social et du service communautaire. Les NMPs sont désignés pour une durée de deux ans et demi.

### Éléments requis pour être député
- Être de citoyenneté singapourienne
- Avoir 21 ans
- Être inscrit au registre des électeurs
- Réside et a résidé les dix années précédentes à Singapour à la date de candidature
- Doit être capable de communiquer de manière efficace en anglais, malais, mandarin et/ou en tamoul.
- n'est pas disqualifié par une des raisons de l'article 45 de la constitution

### Porte-parole du parlement

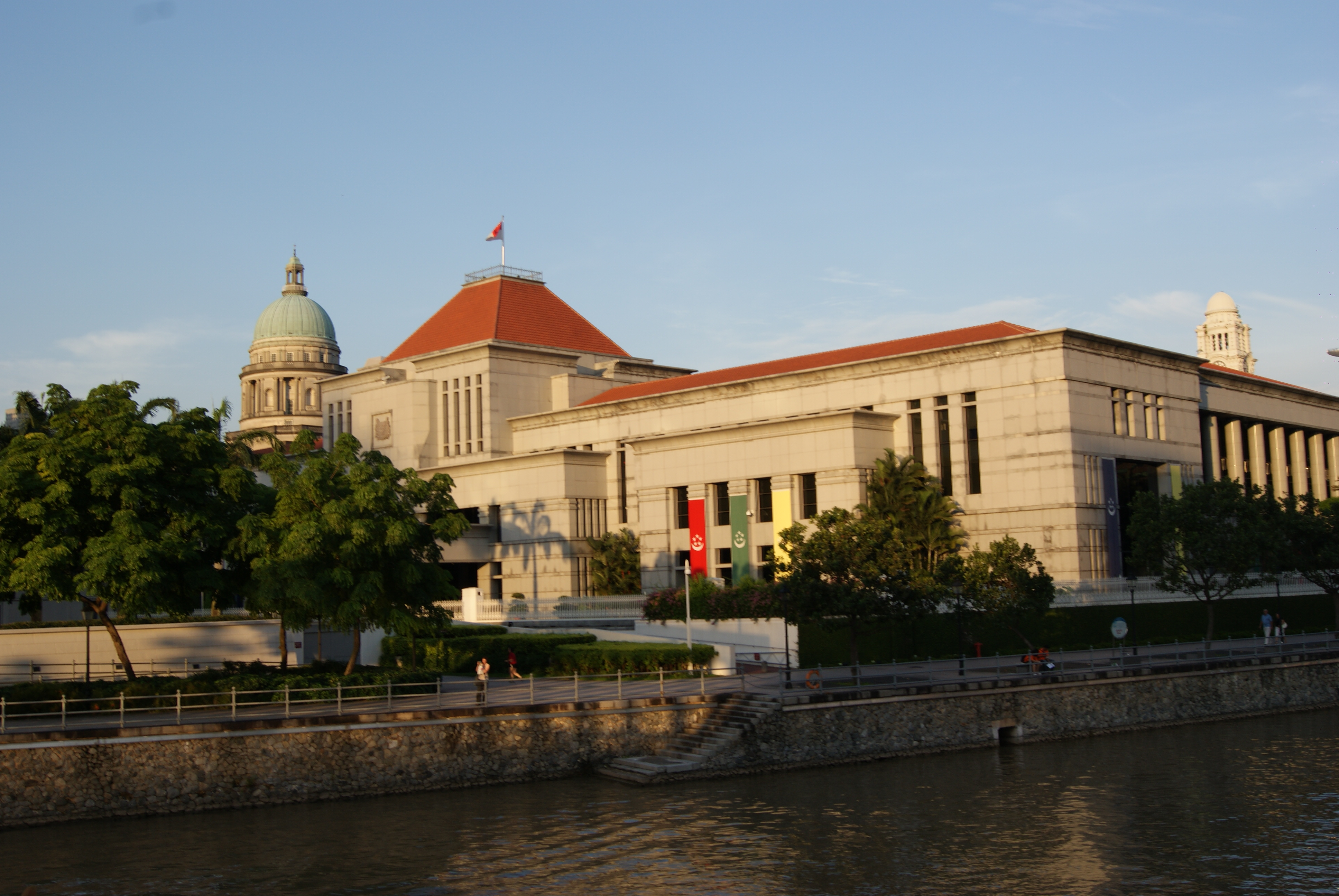
Parliament House, vue depuis l'autre côté de la rivière Singapour. Le dôme de l'ancien bâtiment de la Cour suprême est visible à l'arrière-plan.

Le porte-parole a la charge d'administrer le parlement. Le porte-parole préside les sessions parlementaires et modère les débats en fonction du règlement interne pour mener les affaires parlementaires à terme. Il ne participe pas aux débats mais peut utiliser de son droit de vote en tant que député. Il agit aussi en tant que représentant du parlement pour toutes les relations extérieures.
Le porte-parole doit être choisi de préférence parmi les députés lors de la première session plénière. Il ne peut pas être ministre. Si le porte-parole est choisi en dehors des députés, il doit correspondre aux éléments requis pour devenir député.

### Chef informel de l'opposition
Comme tout gouvernement suivant le système de Westminster, le chef de l'opposition est le député et chef du principal parti d'opposition représenté au parlement. Avec son cabinet fantôme, il doit être en mesure de remplacer le gouvernement en cas de démission de celui-ci. Actuellement, Singapour ne dispose pas de cabinet fantôme.

## Liste des présidents
| #  | Président          | Années           | Parti                    |
| -- | ------------------ | ---------------- | ------------------------ |
| 1  | Sir George Oehlers | 1955–1963        | Non député, juriste      |
| 2  | Edmund W. Barker   | 1963–1964        | Parti d'action populaire |
| 3  | A. P. Rajah        | 1964–1966        | Ancien député et juriste |
| 4  | Punch Coomaraswamy | 1966–1970        | Non député, juriste      |
| 5  | Dr Yeoh Ghim Seng  | 1970–1989        | Parti d'action populaire |
| 6  | Tan Soo Khoon      | 1989–2002        | Parti d'action populaire |
| 7  | Abdullah Tarmugi   | 2002–2011        | Parti d'action populaire |
| 8  | Michael Palmer     | 2011–2012        | Parti d'action populaire |
| 9  | Halimah Yacob      | 2013–2017        | Parti d'action populaire |
| 10 | Tan Chuan-Jin      | 2017-2023        | Parti d'action populaire |
| 11 | Seah Kian Peng     | À partir de 2023 | Parti d'action populaire |